# Luzie Kurth
Luzie Kurth (* 1997 in Köln) ist eine deutsche Schauspielerin und Hörspielsprecherin.

## Leben
Sie wuchs in Deutschland und der Wallonie auf und machte in Köln sowohl das deutsche Abitur als auch das französische Baccalauréat. Bereits 2004 spielte sie ihre erste Rolle in dem Film Tausendmal berührt unter der Regie von Helmut Förnbacher. Weitere Aufgaben vor der Kamera folgten, unter anderem in der Tatort-Folge Die Blume des Bösen.
Daneben arbeitet Luzie Kurth seit 2006 auch regelmäßig als Hörspielsprecherin, häufig in Produktionen für Kinder und Jugendliche. Sie lebt in Berlin.

## Filmografie
- 2004: Tausendmal berührt
- 2007: GG 19 – Deutschland in 19 Artikeln
- 2007: Tatort – Die Blume des Bösen
- 2008: Herzog – Der Kinderschreck
- 2008: 112 – Sie retten dein Leben (Ep. #1.7)
- 2008: SOKO Köln – Die stumme Zeugin
- 2009: Kommissar LaBréa – Tod an der Bastille
- 2016: Einsatz in Köln – Die Kommissare
- 2018: Schicksale – David gegen Goliath

## Hörspiele
- 2006: Luhmann – Autor: Tom Peuckert – Regie: Annette Kurth
- 2006: Frohe Weihnachten, liebes Schmürz – Autor: Martin Geck – Regie: Theresia Singer
- 2007: Luks – Autorin: Johanna Olausson – Regie: Susanne Krings
- 2007: Die kleine Hexe – Autor: Otfried Preußler – Regie: Annette Kurth
- 2007: Schnappschuss – Autor: Garry Disher – Regie: Thomas Blockhaus
- 2007: Todesroman On/Off – Autor: Stefan Weigl – Regie: Thomas Wolfertz
- 2008: Das kleine Gespenst – Autor: Otfried Preußler – Regie: Annette Kurth
- 2008: Mingering Mike – Autor: Steffen Irlinger – Regie: Thomas Wolfertz
- 2008: Lämmer und Wölfe – Autorin: Marianne Zückler – Regie: Angeli Backhausen
- 2009: Die Stadt der Toten – Autor: Kevin Brockmeier – Regie: Matthias Kapohl
- 2009: Bukolit – Autorin: Elfriede Jelinek – Regie: Leonhard Koppelmann
- 2009: Die Tore der Welt – Autor: Ken Follett – Regie: Martin Zylka
- 2009: Kap der Finsternis – Autor: Roger Smith – Regie: Martin Zylka
- 2009: Mammerlamamm – Autor: Sebastian Goy – Regie: Annette Kurth
- 2010: Nelson und Mandela – Das Länderspiel – Autor: Hermann Schulz – Regie: Martin Zylka
- 2011: Huspelknuspel – Autorin: Jenny Marrenbach – Regie: Annette Kurth
- 2011: Operation Endstation – Autor: Thilo Gosejohann – Regie: Leonhard Koppelmann
- 2011: Die Brüder Löwenherz – Autorin: Astrid Lindgren – Regie: Claudia Johanna Leist
- 2011: Die Füchse von Andorra – Autorin: Marjaleena Lembcke – Regie: Annette Kurth
- 2012: Zu jung für eine eigene Hose – Autor: Eugen Egner – Regie: Annette Kurth
- 2012: Wer das Schweigen bricht – Autorin: Mechtild Borrmann – Regie: Annette Kurth
- 2012: School Shooter – Autor: Thorsten Nesch – Regie: Annette Kurth
- 2013: Heinz Schlapp – Autorin: Marion Klötzer – Regie: Annette Kurth
- 2013: Junge – Autor: Max von Malotki – Regie: Benjamin Quabeck
- 2013: Mit Bestien spielt man nicht – Autor: Leonhard Koppelmann – Regie: Leonhard Koppelmann
- 2015: Gregs Tagebuch – Autor: Jeff Kinney – Regie: Theresia Singer
- 2015: Edmund Hillary – Autorin: Berit Hempel – Regie: Theresia Singer
- 2016: Im Garten der Pusteblumen – Autorinnen: Noelia Blanco und Valeria Docampo – Regie: Theresia Singer
- 2017: Hexenland – Autor: Marianne Wendt – Regie: Marianne Wendt
- 2017: Vater Goriot – Autor: Honoré de Balzac – Regie: Judith Lorenz
- 2018: Krieg spielen – Autor: Fabian Driehorst – Regie: Fabian Driehorst
- 2018: Des Teufels langer Atem – Autor: Robert Weber – Regie: Annette Kurth